# Lijst van rivieren in Newfoundland en Labrador
Dit is een lijst van rivieren en andere waterlopen in de Canadese provincie Newfoundland en Labrador.
| Naam                              | Ligging              | Lengte  | Bronhoogte (±) | Verhang (±) | Monding                            | Plaatsen                                |
| --------------------------------- | -------------------- | ------- | -------------- | ----------- | ---------------------------------- | --------------------------------------- |
| Anaktalik Brook                   | Labrador             | 110 km  | 470 m          | 4,3 m/km    | Labradorzee                        | —                                       |
| Ashuanipi                         | Labrador             | 345 km  | 529 m          | 0,2 m/km    | Smallwood Reservoir (471 m)        | —                                       |
| Beaver Brook                      | Newfoundland         | 38 km   | 250 m          | 6,6 m/km    | Chimney Bay                        | —                                       |
| Big Brook                         | Newfoundland         | 13,5 km | 110 m          | 8,1 m/km    | Newman Sound                       | —                                       |
| Big River                         | Labrador             | 59 km   | 250 m          | 4,2 m/km    | Labradorzee                        | —                                       |
| Black River                       | Newfoundland         | 17,0 km | 200 m          | 11,8 m/km   | Placentia Bay                      | Black River                             |
| Branch River                      | Newfoundland         | 30 km   | 235 m          | 7,8 m/km    | St. Mary's Bay                     | Branch                                  |
| Castors                           | Newfoundland         | 11 km   | 70 m           | 6,4 m/km    | St. John Bay                       | Castors River South                     |
| Churchill (benedenloop)           | Labrador             | 373 km  | 471 m          | 1,3 m/km    | Lake Melville                      | Churchill Falls, Happy Valley-Goose Bay |
| Churchill–Ashuanipi               | Labrador             | 856 km  | 529 m          | 0,6 m/km    | Lake Melville                      | Churchill Falls, Happy Valley-Goose Bay |
| Cobblers Brook                    | Newfoundland         | 6 km    | 120 m          | 20 m/km     | Clode Sound                        | —                                       |
| Come By Chance River              | Newfoundland         | 20 km   | 110 m          | 5,5 m/km    | Come By Chance-estuarium           | Goobies, Come By Chance                 |
| Coombs Brook                      | Labrador             | 11,5 km | 75 m           | 3,5 m/km    | Muddy Bay Brook (± 35 m)           | —                                       |
| Crabbes                           | Newfoundland         | 53 km   | 500 m          | 9,5 m/km    | St. George's Bay                   | Jeffrey's, St. David's                  |
| Dark Hole Brook                   | Newfoundland         | 7,5 km  | 175 m          | 21,7 m/km   | Lower Shoal Harbour River (± 12 m) | Clarenville                             |
| Eagle River                       | Labrador             | 270 km  | 820 m          | 3,0 m/km    | Sandwich Bay                       | —                                       |
| Exploits (benedenloop)            | Newfoundland         | 115 km  | 154 m          | 1,3 m/km    | Bay of Exploits                    | Grand Falls-Windsor, Badger             |
| Exploits–Lloyds                   | Newfoundland         | 272 km  | 480 m          | 2 m/km      | Bay of Exploits                    | Grand Falls-Windsor, Badger             |
| Fischells Brook (Fischells River) | Newfoundland         | 55 km   | 400 m          | 7,5 m/km    | St. George's Bay                   | Fischells                               |
| Fraser                            | Labrador             | 118 km  | 580 m          | 4,9 m/km    | Nain Bay                           | —                                       |
| Freshwater Creek                  | Newfoundland         | 5,5 km  | 40 m           | 7,4 m/km    | Croque Harbour                     | Croque                                  |
| Gambo                             | Newfoundland         | 4,3 km  | 10 m           | 2,5 m/km    | Freshwater Bay                     | Gambo                                   |
| Gander                            | Newfoundland         | 50 km   | 29 m           | 0,6 m/km    | Gander Bay                         | Glenwood, Appleton                      |
| Grand Codroy                      | Newfoundland         | 19 km   | 22 m           | 1 m/km      | Grand Codroy-estuarium             | Doyles                                  |
| Indian Brook (Indian River)       | Newfoundland         | 85 km   | 300 m          | 3,5 m/km    | Halls Bay                          | Springdale, Sheppardville               |
| Joir                              | Labrador (en Quebec) | 135 km  | 460 m          | 1,6 m/km    | Little Mecatina (± 260 m)          | –                                       |
| Kamishikamau-shipiss              | Labrador             | 26 km   | 425 m          | 1,9 m/km    | Eagle River (± 375 m)              | —                                       |
| Kanutaikanit-shipiss              | Labrador             | 9 km    | 380 m          | 0,6 m/km    | Kamishikamau-shipiss (± 375 m)     | —                                       |
| Kenamu                            | Labrador             | 185 km  | 410 m          | 2,2 m/km    | Lake Melville                      | –                                       |
| La Poile                          | Newfoundland         | 46 km   | 480 m          | 10,5 m/km   | La Poile Bay                       | North Bay (spookdorp)                   |
| Little Barachois Brook            | Newfoundland         | 65 km   | 365 m          | 5,6 m/km    | St. George's Bay                   | Barachois Brook                         |
| Little Barasway Brook             | Newfoundland         | 8,0 km  | 100 m          | 12,5 m/km   | Little Barasway                    | –                                       |
| Little Drunken River              | Labrador             | 39 km   | 465 m          | 5,1 m/km    | Kenamu (± 265 m)                   | —                                       |
| Little Mecatina                   | Labrador (en Quebec) | 545 km  | 611 m          | 1,1 m/km    | Saint Lawrencebaai                 | –                                       |
| Lloyds                            | Newfoundland         | 105 km  | 480 m          | 3,0 m/km    | Beothuk Lake (154 m)               | —                                       |
| Lower Shoal Harbour River         | Newfoundland         | 9,5 km  | 225 m          | 23,7 m/km   | Northwest Arm                      | Clarenville                             |
| Main River                        | Newfoundland         | 2,2 km  | 90 m           | 41 m/km     | Conception Bay                     | Portugal Cove                           |
| Middle Barachois                  | Newfoundland         | 49 km   | 500 m          | 10 m/km     | St. George's Bay                   | Cartyville, McKay's                     |
| Mistastin                         | Labrador             | 40 km   | 338 m          | 7 m/km      | Head Brook (± 55 m)                | —                                       |
| Muddy Bay Brook (Dykes River)     | Labrador             | 15,5 km | 45 m           | 3 m/km      | Favorite Tickle                    | —                                       |
| Nekanakau-shipu                   | Labrador             | 23,5 km | 350 m          | 0,6 m/km    | Eagle River (± 335 m)              | —                                       |
| North Branch                      | Newfoundland         | 59 km   | 490 m          | 8 m/km      | Grand Codroy (22 m)                | —                                       |
| Northwest Tributary               | Labrador             | 18 km   | 30 m           | 1,6 m/km    | Sand Hill River (2 m)              | —                                       |
| Pakut-shipu (Saint-Augustin)      | Labrador (en Quebec) | 238 km  | 505 m          | 2,1 m/km    | Saint Lawrencebaai                 | enkel plaatsen in Quebec                |
| Robinsons                         | Newfoundland         | 61 km   | 400 m          | 6,5 m/km    | St. George's Bay                   | Robinsons                               |
| Rocky River                       | Newfoundland         | 26 km   | 55 m           | 2,1 m/km    | St. Mary's Bay                     | Colinet, Nuggetville (spookdorp)        |
| Saltons Brook                     | Newfoundland         | 4,5 km  | 90 m           | 20 m/km     | Newman Sound                       | —                                       |
| Sand Hill River                   | Labrador             | 85 km   | 370 m          | 4,4 m/km    | Labradorzee                        | —                                       |
| Shoal Harbour River               | Newfoundland         | 19,5 km | 130 m          | 6,7 m/km    | Northwest Arm                      | Shoal Harbour                           |
| South Branch                      | Newfoundland         | 35 km   | 400 m          | 11 m/km     | Grand Codroy (22 m)                | Coal Brook, South Branch                |
| Southern Bay River                | Newfoundland         | 6,2 km  | 65 m           | 10,5 m/km   | Southern Bay                       | Charleston                              |
| Southwest Brook                   | Newfoundland         | 12 km   | 115 m          | 9,5 m/km    | Southwest Arm                      | —                                       |
| Terra Nova Brook                  | Newfoundland         | 5,4 km  | 110 m          | 20 m/km     | Big Brook                          | —                                       |
| Traverspine                       | Labrador             | 90 km   | 510 m          | 5,6 m/km    | Churchill (± 5 m)                  | –                                       |
| Utshashumeku-shipiss              | Labrador             | 27 km   | 425 m          | 9,3 m/km    | Kenamu (± 175 m)                   | —                                       |
| Voisey's Brook                    | Newfoundland         | 3,5 km  | 170 m          | 17 m/km     | Millers Pond (± 110 m)             | Portugal Cove                           |
| Wester Pond Brook                 | Newfoundland         | 4 km    | 80 m           | 20 m/km     | Indian Arm                         | Summerville                             |
| White Hills Brook                 | Labrador             | 8 km    | 110 m          | 8 m/km      | Muddy Bay Brook (± 45 m)           | —                                       |
| White Hills Brook                 | Labrador             | 2,4 km  | 75 m           | 16,5 m/km   | Big Beaver Pond (± 35 m)           | —                                       |
| Windmill Brook                    | Newfoundland         | 2,0 km  | 5 m            | 2,5 m/km    | Windmill Bight                     | Lumsden (grondgebied)                   |